# Fulcois du Perche
 (septembre 2024).
Fulcois, ou Fulcuich, fut probablement comte de Mortagne à la fin du Xe siècle. Son origine est discutée.

## Certitudes
Il est cité comme comte dans une donation faite vers 1051/60 par Rotrou II, comte de Mortagne et vicomte de Châteaudun (Rotrou Ier), pour le repos de l'âme, entre autres, de son aïeul Fulcois. Le père de Rotrou II-Ier , Geoffroy Ier comte du Perche et vicomte de Châteaudun (Geoffroy II), qui se qualifie de neveu d'Hugues Ier de Châteaudun, archevêque de Tours, mentionne sa mère Mélisende et son oncle Burchard dans un acte qu'il signe en 1032. D'autres documents permettent d'établir que le comte-vicomte Geoffroy Ier-II  est un petit-fils de Rotrou, comte de Nogent, et que l'archevêque Hugues est un fils de Geoffroy Ier, vicomte de Châteaudun et d'une Hildegarde, et qu'il a un frère nommé Alo/Adalaud/Adalard de Chinon.

## Hypothèses familiales
À partir de ces documents une reconstitution familiale est proposée : On sait que Rotrou II-Ier  est fils de Geoffroy Ier-II , lequel est fils de Fulcois et de Mélisende. Également, Il apparaît évident que les deux grands-parents de Geoffroy Ier-II  sont Geoffroy Ier de Châteaudun et Rotrou Ier de Nogent.
Les généalogies traditionnelles proposent de voir Fulcois comme un fils de Rotrou de Nogent, et Mélisende comme une fille de Geoffroy Ier de Châteaudun. Cette généalogie pose cependant un certain nombre de problèmes :
- pourquoi Hugues Ier, lorsqu'il devint archevêque en 1003, céda-t-il la vicomté de Châteaudun au fils (Geoffroy Ier-II ) de sa sœur Mélisende, alors qu'il avait au moins un frère (Alo/Adalaud de Chinon), certes décédé avant 1003, mais père de deux fils ?
- pour quelle raison le fief de Mortagne, probablement tenu par la famille d'Hildegarde, mère du vicomte-archevêque Hugues Ier et d'Alo de Chinon, serait-il ensuite tenu par un gendre de cette dernière (Fulcois), à l'exclusion de ses deux fils Hugues et Alo ?

La reconstruction présente propose donc de voir Fulcois comme un fils de Geoffroy Ier de Châteaudun et Mélisende comme une fille de Rotrou de Nogent. Cette proposition résout les problèmes évoqués ci-dessus.

## Synthèse
Fulcois est probablement fils de Geoffroy Ier, vicomte de Châteaudun et d'Hildegarde de Mortagne, et frère cadet de l'archevêque-vicomte Hugues Ier. Dans les années 980, il hérita du comté de Mortagne qui était tenu par son oncle maternel Hervé II. Il épousa Mélisende, fille probable de Rotrou, seigneur de Nogent, qui donna naissance à :
- Hugues († v.1000), marié à Béatrice de Mâcon et ancêtre, par son fils Geoffroy II Ferréol, des Plantagenêts ;
- Geoffroy Ier († 1039), vicomte de Châteaudun (Geoffroy II), seigneur de Mortagne et de Nogent.

Ce mariage lui permit, à la mort de Rotrou survenue après 996, de réunir les deux fiefs de Mortagne et de Nogent, union qui formera le futur comté du Perche. Fulcois meurt avant 1003. En effet, à cette date, son frère Hugues devient archevêque de Tours et cède la vicomté de Châteaudun au fils de Fulcois, Geoffroy Ier-II. On peut penser que si Fulcois était encore vivant à cette date, il serait devenu vicomte de Châteaudun, ce qui veut sans doute dire qu'il était déjà mort.

## Sources
- Christian Settipani, « Les vicomtes de Châteaudun et leurs alliés », dans Onomastique et Parenté dans l'Occident médiéval, Oxford, Linacre College, Unit for Prosopographical Research, coll. « Prosopographica et Genealogica / 3 », 2000, 310 p. (ISBN 1-900934-01-9), p. 247-261.